# オートワークス京都
株式会社オートワークス京都（オートワークスきょうと）は、京都府宇治市に本社を置く、自動車の車体製造・架装を行う企業である。プラントコードは「Z」。

## 概要
元々は「國際工業」であったが、神奈川県平塚市の「日本航空工業」と昭和16年7月1日に合併し、「日本國際航空工業」となった。戦後「新日国工業」を経て日産自動車と提携し、「日産車体京都工場」となった。2001年に日産車体の子会社「オートワークス京都」として分離独立した。
2020年11月に、親会社の日産車体より、2021年6月をもってシビリアン・アトラスF24の生産を終了する旨の発表があった。

## 主要取引先
- 日産自動車
- 日産車体
- オーテックジャパン
- いすゞ自動車
- ダイハツ工業
- 三菱自動車系販売会社
- スズキ系販売会社
- モリタ
- 住江工業

## 主要製造車種
- 消防指揮車

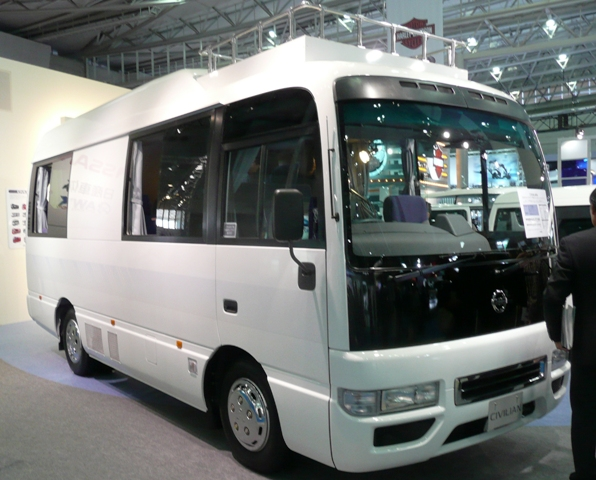
シビリアンSR-II

- シビリアン/いすゞ・ジャーニー標準車及び特装車（-2021年6月）
  - シビリアンSR-II（キャンピングカー）
  - シビリアンハートフルサルーン/フレンドリージャーニー（福祉車両）
  - 火災調査車
  - 人員輸送車
  - 水難救助車
  - 救急普及啓発広報車
  - 患者輸送車
  - 幼児車
  - 移動販売車
  - 移動図書館車
  - 移動金融店舗車
  - 放送中継車
  - 街頭宣伝車
  - 歯科診療車
  - 移動事務室車
  - 路線バス
  - キャラクターバスシリーズ
- キャラバン救急車
- パラメディック（2005年4月-2017年12月、湘南事業所）
- アトラスF24 / いすゞ・エルフ100 / UDトラックス・コンドル　カーゴ（1.15～1.5t） / 三菱ふそう・キャンターガッツ　（2011年3月-2021年6月）

## 事業所
- 本社・工場
  - 京都府宇治市大久保町西ノ端1-1
- 湘南事業所
  - 神奈川県平塚市大神2909
- 九州工場
  - 福岡県京都郡苅田町与原文久2134-1